# نیژنی نووگورود
نیژنی‌نووگراد، یا همان گورکی سابق، شهری است در بخش اروپایی روسیه، در مجاورت اوک و رودخانه ولکا. این شهر که در سال ۱۲۲۱ بنا نهاده شد، در ۴۶۰ کیلومتری مسکو قرار دارد و از قدیمی‌ترین شهرهای تجاری و صنایع دستی روسیه است. نیژنی‌نووگراد شهری است با قدمتی طولانی. «کرملین نیژنی‌نووگراد» جاذبه اصلی شهر و خاستگاه قانونی آن است. کرملین در آغاز قرن شانزدهم به شکل قلعه‌ای نظامی بنا شد.

#### مقر شاهزادگان قرون وسطی
خاستگاه این شهر از تپه چوبی کوچک روسی است که توسط دوک بزرگ یوری دوم در سال ۱۲۲۱ در محل تلاقی دو رودخانه مهم ولگا و اوکا، در حکومت وی بنا شد. این شهر تا پایان دوره قرون وسطی سرحدات شرقی سکونتگاه اسلاوهای شرقی را مشخص می‌کرد. با گسترش روسیه به شرق، تا تصرف قازان در سال ۱۵۵۲ به تعویق افتاد. تلاش عمده نیروهای تحت فرمان پورگاز در آوریل ۱۲۲۹ دفع شد، اما پس از مرگ یوری دوم در ۴ مارس ۱۲۳۸ در نبرد رودخانه سیت، مغول‌ها قلعه را اشغال کردند. قلعه نیژنی‌نووگراد بعدها به عنوان دژ اصلی برای حفاظت از مرزها تغییر کاربری یافت. قلعه از خندق طبیعی که توسط دو رودخانه تشکیل داده بودند بهره می‌برد. نیژنی‌نووگراد در کنار مسکو و ترور، در زمره شمار شهرهای تازه تأسیسی قرار داشت که به دلیل بی‌اهمیتی خود از ویرانی مغولان در امان ماندند، اما در دوره یوغ تاتار به مراکز بزرگی در حیات سیاسی روسیه بدل شدند. نیژنی‌نووگراد با توافق خان مغول، در سال ۱۲۶۴ به سلطنت ولادیمیر-سوزدال ضمیمه شد. با گذشت ۸۶ سال از آن تاریخ اهمیت نیژنی‌نووگراد بیشتر هم شد. درست در زمانی که در سال ۱۳۵۰ مقر شاهزاده قدرتمند سوزدال از گورودتس به آنجا منتقل شد. دوک بزرگ، دمیتری کنستانتینویچ آف راشا (۱۳۲۳) -۱۳۸۳) کوشید تا پایتخت خود را رقیبی در خور مسکو قرار دهد. او ارگ سنگی و چندین کلیسا ساخت و حامی مورخان بود. اولین نسخه خطی موجود از تواریخ اولیه روسی، مجموعه قوانین لورنتین، توسط راهب محلی لورنتیوس در سال ۱۳۷۷ برای او نوشته شد.

#### قدرتمندترین قلعه دوک‌نشین بزرگ مسکو

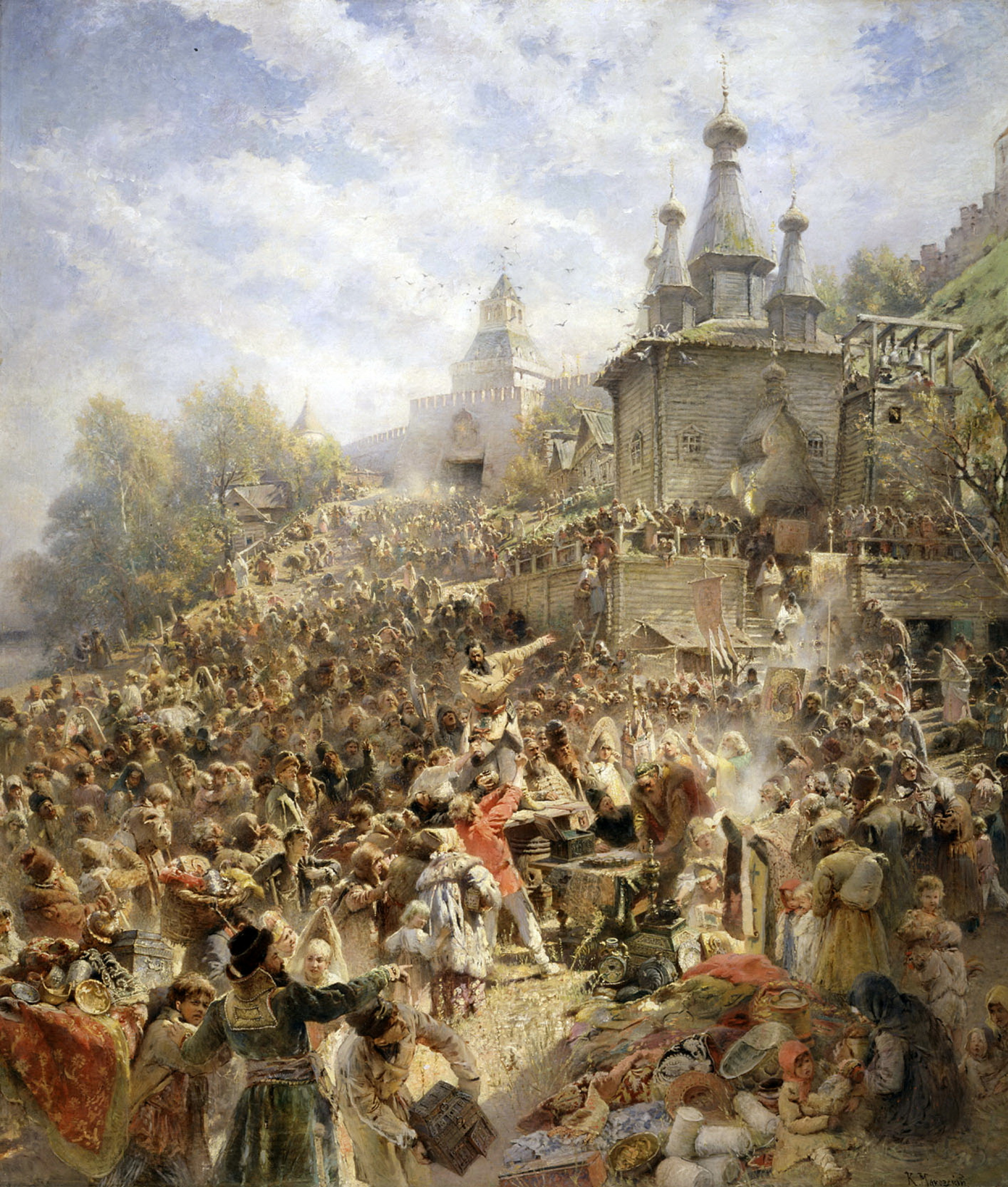
کوزما مینین از مردم نیژنی نووگورود درخواست می‌کند تا ارتش داوطلبی را علیه لهستانی‌ها تشکیل دهند (نقاشی کنستانتین ماکوفسکی، ۱۸۹۶).

پس از الحاق این شهر به دوک‌نشین بزرگ مسکو در سال ۱۳۹۲، شاهزادگان محلی نام شویسکی را برگزیدند و در مسکو ساکن شدند، جایی که در دربار برجسته بودند و برای مدت کوتاهی در شخص واسیلی چهارم بر تخت سلطنت نشستند. نیژنی‌نووگراد پس از سوزاندن توسط رئیس قدرتمند تاتار کریمه، ادیگو، در سال ۱۴۰۸ بازسازی شد. اهالی مسکو در وهله نخست از آن به عنوان دژی بزرگ در جنگ‌های خود علیه تاتارهای قازان بهره بردند. کرملین عظیم با آجر قرمز، یکی از قوی‌ترین و قدیمی‌ترین ارگ‌های حفاظت‌شده در روسیه، در سال‌های ۱۵۰۸–۱۵۱۱ تحت نظارت پیترو فرانچسکو گالفی بنا شد. این قلعه به اندازه کافی مستحکم بود تا بتواند در سال‌های ۱۵۲۰ و ۱۵۳۶ در برابر محاصره تاتارها تاب آورد. در سال ۱۶۱۲ «شبه نظامیان به اصطلاح ملی» که تاجر محلی کوزما مین نامی دور خود جمع کرده بود و به فرماندهی کنیز دیمیتری پوزهارسکی سربازان لهستانی را از مسکو اخراج کرد و به این ترتیب به «دوره دردسرها» پایان داد و حکومت دودمان رومانوف را تثبیت کرد. میدان اصلی مقابل کرملین به نام‌های مینین و پوزهارسکی نامگذاری شده‌است. گرچه اهالی محل آن را با صرفا با نام میدان مینین می‌شناسند. بقایای مینین در ارگ مدفون است. (در بزرگداشت این رویدادها در ۲۱ اکتبر ۲۰۰۵ نسخه دقیقی از مینین و پوزهارسکی در مجسمه میدان سرخ و در مقابل کلیسای سنت جان باپتیست قرار گرفت. گمان می‌رود این مکان همان جایی باشد که تماس با مردم اعلام شده بود) طی قرن پس از آن، شهر از نظر تجاری رونق گرفت و استروگانوف‌ها (ثروتمندترین خانواده بازرگان روسیه) آنرا به عنوان پایگاهی برای عملیات خود برگزیدند. سبک خاصی معماری و نقاشی از شمایل، معروف به سبک استروگانف، در اواخر قرن ۱۷ و ۱۸ در آنجا توسعه یافت. کت تاریخی بازوهای نیژنی‌نووگراد در سال ۱۷۸۱ گوزنی قرمز رنگ با شاخ و هووهای سیاه بر روی یک میدان سفید بود. کت مدرن بازوها از سال ۲۰۰۶ نیز همین‌طور است، با روبان از نظم لنین و تاج طلا از بالا.

#### مرکز تجارت بزرگ
نمایشگاه ماکاریف که یکی از پویاترین نمایشگاه‌های جهان است در سال ۱۸۱۷ به نیژنی‌نووگراد نقل مکان کرده، پذیرای سالانه میلیون‌ها بازدید از جهان شد. تا اواسط قرن ۱۹، این شهر با قاطعیت به عنوان پایتخت تجاری امپراتوری روسیه بود. مهندس الکساندر پوپوف اولین گیرنده رادیویی جهان و اولین برج هذلولیوئیدی جهان را، و مهندس ولادیمیر شوخوف پوشش‌های پوسته شبکه‌ای را در نمایشگاه صنعتی و هنری کشوری روسیه در سال ۱۸۹۶ در نیژنی‌نووگراد به نمایش در آوردند. بر اساس آمار رسمی امپراتوری روسیه، جمعیت نیژنی‌نووگراد تا ۱۴ ژانویه ۱۹۱۳ ۹۷٬۰ نفر بوده‌ است. بزرگترین بنگاه صنعتی شهر، شرکت کارخانه کراسنوئه سورموو آثار بود که توسط راه‌آهن خود این شرکت به ایستگاه راه‌آهن موسکفسکی در شهر سفلی نیژنی‌نووگراد متصل شد. ایستگاه راه‌آهن کازانسکی در شهر علیا بود. صنایع دیگر به تدریج توسعه یافت و تا آغاز قرن بیستم، این شهر نیز یک قطب برتر صنعتی بود. هنری فورد در اواخر دهه ۱۹۲۰ به احداث کارخانه بزرگ کامیون و تراکتور (GAZ) کمک کرد و مهندسان و مکانیک از جمله والتر روتر رهبر آینده کار را فرستاد.

#### تغییر نام نیژنی‌نووگراد در زمان شوروی
در اصل نام شهر فقط نوگراد (یعنی “شهر جدید”) بود. اما برای تمایز آن از نوگراد قدیمی و نوگراد غربی، این شهر را معمولاً «نوگراد سفلی» می‌نامیدند. از آنجا که این شهر در پایین‌دست بنا شده بود، آنرا نیژنی (یعنی «سفلی») نامیدند، به ویژه از منظر سایر شهرهای روسیه مانند مسکو، ولادیمیر و موروم. بعدها به نام معاصر این شهر شناخته شد. نیژنی‌نوگراد به معنای «شهر جدید سُفلی» است. اتحاد جماهیر شوروی، بلافاصله پس از به قدرت رسیدن در دهه ۱۹۳۰، نام مکان‌ها و شهرها را تغییر داد. آن‌ها تمایل داشتند از دوره تزاری تبری بجویند؛ بنابراین خود را از شر هر مدل نام جغرافیایی مرتبط با تاریخ سلطنتی کشور خلاص کردند.
در سال ۱۹۳۲، نیژنی‌نوگراد به افتخار ماکسیم گورکی، نویسنده شهیر اتحاد شوروی، به گورکی تغییر نام یافت. گورکی بنیانگذار رئالیسم سوسیالیستی بود و پنج بار نامزد دریافت جایزه نوبل شد. وی از سبکی که از نوشته‌های انتقادی در مورد رژیم شوروی امتناع می‌ورزید. نام این شهر در سال ۱۹۹۰ مجددا به نام پیشین خود، نیژنی‌نوگراد تغییر نام داد. موزه ادبیات دولتی گورکی، با بیش از ۱۰۰۰۰۰ نمایشگاه، اکنون در شهر نیژنی‌نوگراد قرار دارد. از قضا امروزه عبارت «از همگان بیاموز، لیک کسی را کپی نکن»، از کلمات قصار گورکی، شعار پروژه مطالعاتی در روسیه است.

#### شهر ادبیات
نیژنی‌نوگراد، مکانی است که ماکسیم گورکی، از برترین نویسندگان روسی در جهان، دوران کودکی خود را در آن سپری کرده است. موزه ادبیات گورکی روسیه، با نمایشگاهی با بیش از ۱۰۰٫۰۰۰ اثر، در شهر نیژنی‌نوگراد قرار دارد. شعار پروژه مطالعاتی در روسیه: «از همگان بیاموز، لیک کسی را کپی نکن».

#### اولین تانک اتحاد جماهیر شوروی در نیژنی‌نوگراد
آنگونه که همگان می‌دانند، نام اتحاد جماهیر شوروی در کتاب‌های تاریخی بسیار مشهور است؛ زیرا اتحاد جماهیر شوروی ابرقدرتی بود که در جنگ جهانی دوم نقش مهمی داشت. در طی جنگ بزرگ میهنی (۱۹۴۱–۱۹۴۵، بخشی از جنگ جهانی دوم هنگامی که اتحاد جماهیر شوروی با آلمان نازی درگیر بود) نیژنی‌نوگراد مهم‌ترین تولیدکننده تجهیزات جنگی بود. در حقیقت، بنا به روایات معتبر اولین تانک دوران اتحاد جماهیر شوروی در این شهر ساخته شد.

#### شهر ادیان مختلف
بیش از ۱۲۰ جامعه مذهبی و جوامع در نیژنی‌نوگراد وجود دارند، منجمله پیروان مذاهب ارتدوکس، مسلمان، یهودی، بودایی و دیگر ادیان. در این شهر چندین مسجد، کلیسا، کنیسه و مراکز مذهبی مختلفی وجود دارد.

#### شهر هنربن مارکوس
برخی مجسمه‌ها و گالری‌های جذاب نیز در نیژنی‌نوگراد وجود دارد. در این شهر بنایی تاریخی متعلق به بنچمارک، وبلاگ نویسی روس وجود دارد. بنای یاد بود به شکل دو نیمکت شبیه به نوت بوک، که به واسطه علامت ایمیل به م متصل شده‌اند ساخته شده. این سایت به اندازه کافی بزرگ و برای ده نفر است و به وای فای رایگان مجهز است. کلادوکا گالری هنری است که در مرکز شهر واقع شده‌است و میزبان کنسرت‌های مختلف است.

#### شهر موسیقی
افراد در نیژنی به موسیقی راک علاقه بسیاری دارند، تعدادی مکان در این شهر وجود داند که کنسرت‌های مختلف در آن برگزار می‌شود، کافی شاپ‌هایی هستند که موسیقی زنده را اجرا می‌کنند، نوازندگان مشهور روسیه و بازدید کنندگان مکرر اکثراً از نیژنی نووگورود هستند. یاحتی برای مهمانی هالووین نیز تعدادی سایت برای چنین احزابی وجود دارد.

#### نمایشگاه
مرکز نمایشگاه ساختمان اصلی در روح کلاسیکالی و ساختمان‌های اداری جانبی بود که میدان مرکزی را تشکیل می‌داد. اکثر نمایشگاه‌های این شهر در این مکان برگزار می‌شود.

## مترو
متروی نیژنی نووگورود در سال ۱۹۸۵ تأسیس شد و هم‌اکنون دارای ۲ خط و ۱۴ ایستگاه است.

## تأسیسات نیژنی نووگورود

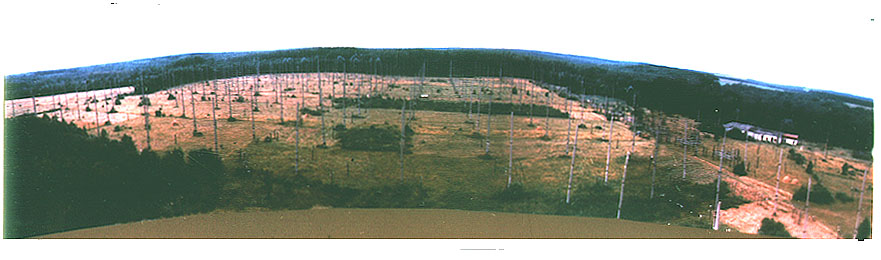
«تأسیسات سورا در روسیه با هارپ قابل قیاس است».

روسیه در نیژنی‌نوگراد تأسیساتی مشابه تأسیسات هارپ در آمریکا در اختیار دارد که البته از هارپ هم پرقدرت‌تر است. به گفته روزنامه روسی پراودا در سال ۲۰۰۵، «در حالیکه سیاستمداران روسی در مورد پروژهٔ هارپ کماکان ابراز وحشت می‌کنند، اما به این نکته کاملاً بی‌توجهند که روسیه تأسیسات مشابهی در ۱۵۰ کیلومتری شمال نیژنی‌نوگراد دارد که از قدرتی مشابه با تأسیسات هارپ بر خوردار است، و مدتهاست که مورد استفادهٔ دانشمندان روسی بوده‌ است».